# Осташевська (Вохтомське сільське поселення)
Осташевська (рос. Осташевская) — присілок в Коноському районі Архангельської області Російської Федерації.
Населення становить 145 осіб. Входить до складу муніципального утворення Вохтомське сільське поселення.

## Історія
Від 2004 року входить до складу муніципального утворення Вохтомське сільське поселення.

## Населення
1. Н/Д[2]